# Fürst von Bismarck

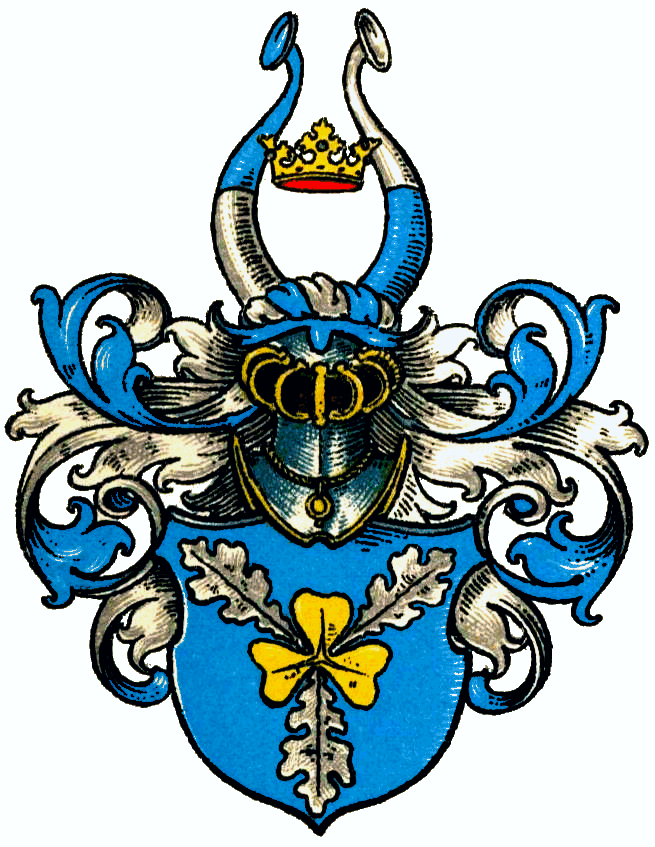
Brasão de armas da Casa de Bismarck.

O grande estadista e diplomata alemão Otto von Bismarck (1815-1898) recebeu vários títulos de nobreza durante o curso de sua carreira. Apesar de já ter nascido em um nobre família, que pertencia ao grupo social dos Junkers, a Casa de Bismarck, ele começou a vida como Herr Otto Leopold Eduard von Bismarck.
Em 1865, ele foi agraciado com o título de Graf von Bismarck-Schönhausen ("Conde von Bismarck-Schönhausen") após a vitória prussiana sobre a Dinamarca na Segunda Guerra de Schleswig. Schönhausen foi patrimônio da família Bismarck, localizado na província prussiana da Saxônia. Este título condal é herdado por todos os seus descendentes masculinos.
Após a Prússia e aliados terem derrotado a França na Guerra Franco-Prussiana de 1870, e após o estabelecimento de um novo Império alemão, que se seguiu, em 1871, Bismarck foi agraciado novamente com outro título de nobreza, desta vez como Fürst von Bismarck ("Príncipe de Bismarck"). Este título principesco só é herdado pelo filho mais velho.
Finalmente, como um consolo por sua demissão pelo Imperador Wilhelm II, em 1890, Bismarck foi agraciado como Herzog von Lauenburg ("Duque de Lauenburg") e concedido o tratamento de Durchlaucht (equivalente a "Alteza Sereníssima") por vida. O Ducado de Lauenburg foi um dos territórios que a Prússia conquistou da Dinamarca, em 1864, e a escolha do título foi, portanto, em si, um aceno para a carreira de Bismarck. Com a morte de Otto von Bismarck, em 1898, seu Ducado tornou-se extinto e seu principesco título passou para o seu filho mais velho, Herbert. O atual Príncipe do Chanceler de Ferro é o seu bisneto.

## Príncipes de Bismarck

Armas de Otto von Bismarck

1. Otto Leopold Eduard, o Príncipe de Bismarck (1815–1898)
2. Nikolaus Heinrich Ferdinand Herbert, o Príncipe de Bismarck (1849–1904)
3. Otto Cristano Archibald, o Príncipe de Bismarck (1897–1975)
4. Ferdinand Herbord Ivar, o Príncipe de Bismarck (nascido em 1930)

O herdeiro aparente ao título é o presente filho mais velho do Príncipe, Carl-Eduard von Bismarck (nascido em 1961).

### Historiografia e memória
- Cowen, Ron (30 de janeiro de 2012), «Restored Edison Records Revive Giants of 19th-Century Germany», New York Times, consultado em 31 de janeiro de 2012
- Gerwarth, Robert (2005), The Bismarck Myth: Weimar Germany and the Legacy of the Iron Chancellor, ISBN 0-19-928184-X, 216 pp.
- Stürmer, Michael. "Bismarck in Perspective," Central European History, Vol. 4, No. 4, 1870/71 (Dez., 1971), pp. 291–331 in JSTOR
- Urbach, Karina. "Between Saviour and Villain: 100 Years of Bismarck Biographies," Historical Journal 1998 41(4): 1141–60 in JSTOR